# Raktvål
Raktvål är en tvål som används tillsammans med rakborste vid rakning med rakhyvel eller rakkniv. Raktvålen arbetas upp till ett lödder med rakborsten för att sedan appliceras på ansiktet. Tvålen används för att minska friktionen mellan rakhyvel och hud och därmed förebygga små skador i form av skärsår. Raktvål uppskummas vanligen tillsammans med vatten i en rakskål, innan den arbetas in i skäggstubben med rakborsten. Tvålarna är ofta parfymerade med dofter, och kan även innehålla ämnen som ska hjälpa huden, såsom aloe vera.